# Marceau Pivert
Marceau Pivert (1895—1958) foi um professor, sindicalista, militante socialista e jornalista francês, fundador do Parti Socialiste Ouvrier et Paysan (PSOP) em 1938.

## No Partido Socialista
Iniciou sua militância no Syndicat National des Instituteurs (SNI, Sindicato Nacional dos Professores), era chauvinista, maçon e partidário incondicional do laicismo, e se tornou pacifista depois de ter participado da Primeira Guerra Mundial. Depois da guerra Pivert começa a participar da Section Française de l'Internationale Ouvrière (SFIO, Seção Francesa da Internacional Operária) dirigida por Léon Blum (a seção que rechaçou em 1920 aderir ao Comintern, e se opunha a formação da Section Française de l'Internationale Communiste, SFIC – Seção Francesa da Internacional Comunista, embrião do Partido Comunista Francês, PCF) em 1919.
Sempre à esquerda do partido, em ele funda em 1927 com Jean Zyromski a "Bataille Socialiste" (Batalha Socialista)  com o intento de reunir os guedistas. No começo da década de 1930, Pivert se junta a maioria dos membros da ala esquerda da SFIO na tendência Gauche Révolutionnaire (GR, Esquerda Revolucionária), na qual militava Daniel Guérin, que o apresentou ao trotskismo.
No Congresso da SFIO de fevereiro de 1936, o GR recebe 11% dos votos. Marceau Pivert critica a estratégia eleitoral da Frente Popular: afirmando que é uma péssima combinação do radicalismo parlamentar e eleitoral burguês com o estalinismo, nesta combinação a SFIO é chamada a emprestar para a Frente Popular sua base na luta social e nas organizações operárias, colocando-as em risco. Na reunião da direção nacional SFIO de 10 de maio, o GR renova sua proposta de governo de frente proletária com o PCF, concedendo aos grupos minoritários radicais um plano de governo mais audacioso do que o acordo da Frente Popular: a redução da jornada de trabalho para 40 horas semanais, o voto para as mulheres ... Mas, depois do debate, o GR acata a resolução da maioria do votos da direção nacional.
Quando Blum liderou o governo da Frente Popular, foi pressionado por Pivert a desenvolver um programa socialista. Mas sufocado pelas greves espontâneas por todo o país, Blum se negava a desenvolver um programa revolucionário. Neste momentoPivert escreve seu artigo mais conhecido, publicado em 27 de maio de 1936, intitulado Tout est possible! ("Tudo é Possível")  , aludindo a revolução social. Sem duvida, ele foi contestado pelo jornal estalinista L'Humanité (o PCF apoiava o  governo de Blum). No editorial comunista se lia: Non! Tout n'est pas possible! ("Não! Nem Tudo é Possível!"). Como consequência, Pivert cortou suas relações com o governo, escrevendo a Blum que: "Não vou aceitar capitulação frente ao Capitalismo e aos bancos".

## Líder do PSOP
A Gauche Révolutionnaire deixou o SFIO para organizar o Parti Socialiste Ouvrier et Paysan (PSOP, Partido Socialista Operário e Camponês), que esteve durante muito tempo procurando ocupar um lugar entre os socialistas e os estalinistas. De fato, sua ideología flutuou da ortodoxia Marxista a uma versão radical de Reformismo. Em 1940, o PSOP foi tornado ilegal no governo de Vichy após a derrota da França frente a Alemanha Nazista, por ordens do Marechal Philippe Pétain.
Pivert se exilou no México, e apoiou a Resistência francesa. Regressou a França depois do encerramento da Segunda Guerra Mundial e viu o PSOP dividido entre a ala que se uniria ao PCF (que adquirira prestigio por sua participação na Resistência), e a que se uniu ao SFIO - pela qual optou.
Dentro da SFIO Marceau Pivert tornou-se moderado, e sua popularidade diminuiu. Mesmo assim Pivert foi eleito para a liderança do partido, mas manteve sua posição quanto a independência da Argélia e foi hostil à criação de uma Comunidade Europeia de Defesa (contrariando a linha do partido). Antagonizou a SFIO depois de ter participado de uma delegação que visitou a União Soviética, e foi derrubado de sua posição central por votação. De acordo com alguns, Pivert pensava em unir-se ao novo Parti Socialiste Autonome (PSA, Partido Socialista Autônomo) criado por Édouard Depreux e Alain Savary, mas morreu antes de poder fazê-lo. Já maioria de seus seguidores na SFIO ingressaram no PSA em 1958.